# Tomás Campos (cantante)
Tomás «Tutú» Estanislao Campos (Urundel, Salta, 7 de septiembre de 1940 - Villa Gesell, Buenos Aires, 4 de enero de 2001), fue un cantante folclórico argentino. Muchos sostienen que Tomás "Tutú" Estanislao Campos fue la mejor voz que hubo en la historia del folclore. Sus primeras grabaciones fueron en 1955 cuando tenía tan sólo 15 años, donde graba dos temas, Vidala de la copla y Zamba de la toldería, en el disco “La última palabra” de Martha y Waldo de los Ríos.
Su primer conjunto folclórico lo realizó junto a Jorge Cafrune, Luis Alberto Valdéz, Luis Rodríguez y José Sauad que alternaba con Gilberto Vaca, con quienes conformarían Las Voces del Huayra en 1956. 
Tras la salida de los otros dos integrantes en 1958, funda junto a Gilberto Vaca, Javier Pantaleón y Alberto González Lobo el conjunto folclórico salteño Los Cantores del Alba. Tutú Campos estaría cantando en el conjunto hasta 1965 cuando decide emprender su carrera como solista y fue reemplazado por Santiago Escobar. 
En 1968, Los Cantores del Alba deciden grabar Valses y Serenata, donde Tomás Campos regresa al conjunto grabando los temas "Llora Corazón" y "Versos de un Estudiante"; seguiría cantando en el grupo hasta su fallecimiento.
Muere en Villa Gesell el 4 de enero de 2001, a causa de un paro cardíaco. Su hijo Daniel Campos junto a Nacho Prado en Los Guaraníes grabaron un tema homenaje muy popular, “Tutú, el último cantor”, de Luis “Sacarina” Pereira (Mendocino, integrante del “Trío Buena Honda”). El día 4 de enero se celebra el día de “La Voz del Folclore” en su honor.

## Discografía
Con Waldo de Los Ríos
• La última palabra, de Martha y Waldo de Los Ríos, Columbia (1955), en donde grabó dos temas, "Vidala de la copla", y "Zamba de la toldería".

### Con Las Voces del Huayra
- Las Voces del Huayra, Columbia (1957), junto con Jorge Cafrune, Luis Adolfo Rodríguez, José Eduardo Sauad y Luis Alberto Valdéz.

### Como solista
- Canta Tomás Campos, Columbia (1960), con el conjunto de Waldo de los Ríos
- Se va la segunda, Columbia (1965)
- Noche y camino, CBS (1966)
- De corrales a tranqueras, CBS 1967
- Aquí está, Music Hall (1967/1968)
- Canta a América, Music Hall (1968), con Marito Cosentino y su orquesta

### Con Los Cantores del Alba
- Los Cantores del Alba, Music Hall (1959)
- En alta fidelidad, Polydor (1963)
- Cosquín 1964, Polydor (1964), junto con Luis Landrisina y Jovita Díaz
- Más cantores, Polydor (1967)
- Triunfando en Europa, Polydor (1971)
- Valseando con Cantores del Alba, Polydor (1978)
- Serie Grandioso, Polydor (1980)
- To soy el cantor del alba, Karrusel (1980)
- Trago de sombra, Music Hall (1986)
- En cada esquina un cantor, Star Marketing (2000)

- La lancha del amor, Polydor
- Carpas de Salta, Polydor
- Music Hall 45 E 63, Music Hall
- Presencia de los Cantores del Alba, Polydor
- Canciones de la Pampa argentina, Music Hall
- Traen novedades', Polydor
- Salta canta así (recopilatorio), Polydor
- Evocan sus grandes éxitos (recopilatorio), Music Hall